# Dawa Norbu
Dawa Norbu (1949 - 28 mei 2006) was een Tibetaans politicoloog en professor Centraal-Aziatische studies aan de Jawaharlal Nehru-universiteit in New Delhi. Hij begon zijn academische loopbaan aan het St. Stephen's College van de Universiteit van Delhi. Vanaf 1976 studeerde hij aan de University of California - Berkeley, waar hij 1982 de graad van Ph.D. behaalde. Hij werd vooral bekend vanwege zijn boek Red star over Tibet.